# پسر آبی
پسر آبی (انگلیسی: The Blue Boy؛ حوالی سال ۱۷۷۰ میلادی) یک نقاشی پرترهٔ قدی رنگ روغن اثر توماس گینزبارو است.
این تابلو که شاید مشهورترین اثرِ گینزبارو باشد، در «کتابخانهٔ هانتینگتون» واقع در شهر سان مارینو، کالیفرنیا نگهداری می‌شود. برخی احتمال می‌دهند این پرتره، متعلق به «جاناتان بوتال»، فرزند یک بازرگان ثروتمند باشد، هرچند این موضوع هیچگاه به اثبات نرسیده است. همچنین به نظر می‌رسد این نقاشی، ادای احترامی به آنتونی فان دیک و نقاشی مشهور وی از چارلز دوم انگلستان در دوران کودکی باشد.

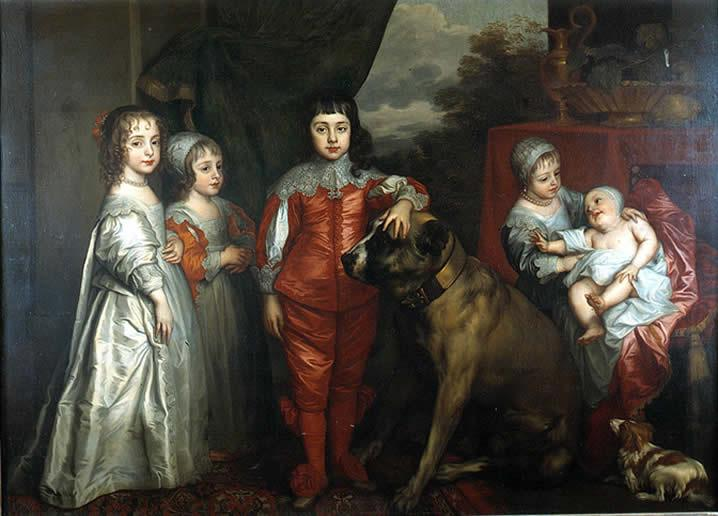
فرزندان چارلز یکم انگلستان (۱۶۳۷) اثرِ آنتونی فان دیک. از سمت چپ: «مِری»، «جیمز» در جامه بلند در چهار سالگی، «چارلز»، «الیزلبت» و «آن».

گینزبارو، پیش از کشیدن تابلوی پسر آبی‌پوش، نقاشی دیگری را روی بوم آن طرح زده بود و پسر آبی‌پوش را بر روی آن، نقاشی کرد. این تابلو در اندازهٔ واقعیِ سوژه و روی یک بوم بزرگ در ابعاد ۴۸ اینچ (۱۲۰۰م م) در ۷۰ اینچ (۱۸۰۰م م) نقاشی شده است.
در سال ۱۹۱۹ میلادی، فیلم‌ساز برجسته آلمانی فریدریش ویلهلم مورنائو با الهام از این تابلوی نقاشی، اولین فیلم سینمایی‌اش را با نام پسر آبی‌پوش کارگردانی کرد.